# Macromia kubokaiya
Macromia kubokaiya – gatunek ważki z rodziny Macromiidae.